# UCI Coupe des Nations Juniors 2015
L'UCI Coupe des Nations Juniors 2015 est la huitième édition de l'UCI Coupe des Nations Juniors. Elle est réservée aux cyclistes de sélections nationales de moins de 19 ans (U19). Elle est organisée par l'Union cycliste internationale. 

## Résultats

### Épreuves
| Date          | Épreuve                                           | Pays           | Vainqueur       | Deuxième               | Troisième              | Vainqueur (nations) | Leader (nations) |
| ------------- | ------------------------------------------------- | -------------- | --------------- | ---------------------- | ---------------------- | ------------------- | ---------------- |
| 10 février    | Championnat d'Asie sur route juniors              | Thaïlande      | Keitaro Sawada  | Patompob Phonarjthan   | Tae-Woo Kang           | Japon               | Japon            |
| 12 février    | Championnat d'Afrique sur route juniors           | Afrique du Sud | El Mehdi Chokri | Islam Mansouri         | Brandon Plaatjes       | Maroc               | Japon            |
| 12 avril      | Paris-Roubaix juniors                             | France         | Bram Welten     | Pascal Eenkhoorn       | Stan Dewulf            | Pays-Bas            | Pays-Bas         |
| 19 avril      | Championnat panaméricain sur route juniors        | Mexique        | Luis Villalobos | Jhonatan Narváez       | Julián Cardona         | Mexique             | Pays-Bas         |
| 7-10 mai      | Course de la Paix juniors                         | Tchéquie       | Brandon McNulty | Adrien Costa           | Nikolai Ilichev        | États-Unis          | États-Unis       |
| 23-24 mai     | Trophée Centre Morbihan                           | France         | Anthon Charmig  | Michael O'Loughlin     | Mikkel Honoré          | Danemark            | Danemark         |
| 28-31 mai     | Tour du Pays de Vaud                              | Suisse         | Adrien Costa    | Gino Mäder             | Anthon Charmig         | États-Unis          | États-Unis       |
| 5-7 juin      | Trofeo Karlsberg                                  | Allemagne      | Patrick Haller  | Thomas Vereecken       | Clément Bétouigt-Suire | Belgique            | États-Unis       |
| 11-12 juillet | Grand Prix Général Patton                         | Luxembourg     | Marc Hirschi    | Georg Zimmermann       | Bjorg Lambrecht        | Allemagne           | États-Unis       |
| 21-26 juillet | Tour de l'Abitibi                                 | Canada         | Adrien Costa    | Brandon McNulty        | Théo Menant            | États-Unis          | États-Unis       |
| 8 août        | Championnat d'Europe sur route juniors            | Estonie        | Alan Banaszek   | Stan Dewulf            | Dennis van der Horst   | Belgique            | États-Unis       |
| 23 septembre  | Championnats du monde du contre-la-montre juniors | États-Unis     | Leo Appelt      | Adrien Costa           | Brandon McNulty        | États-Unis          | États-Unis       |
| 27 septembre  | Championnats du monde sur route juniors           | États-Unis     | Felix Gall      | Clément Bétouigt-Suire | Rasmus Pedersen        | Danemark            | États-Unis       |

### Classement par nations
| #  | Pays       | Pts. |
| -- | ---------- | ---- |
| 1  | États-Unis | 371  |
| 2  | Belgique   | 228  |
| 3  | Danemark   | 220  |
| 4  | France     | 203  |
| 5  | Allemagne  | 183  |
| 6  | Suisse     | 153  |
| 7  | Italie     | 139  |
| 8  | Pays-Bas   | 124  |
| 9  | Russie     | 95   |
| 10 | Norvège    | 70   |